# Хакон II Широкоплечий
Хокон II Сигурдссон (Herdebrei — «широкоплечий») — король Норвегии в 1157—1162 годах, главный герой «Саги о Хаконе Широкоплечем» в составе «Круга Земного».

## Биография

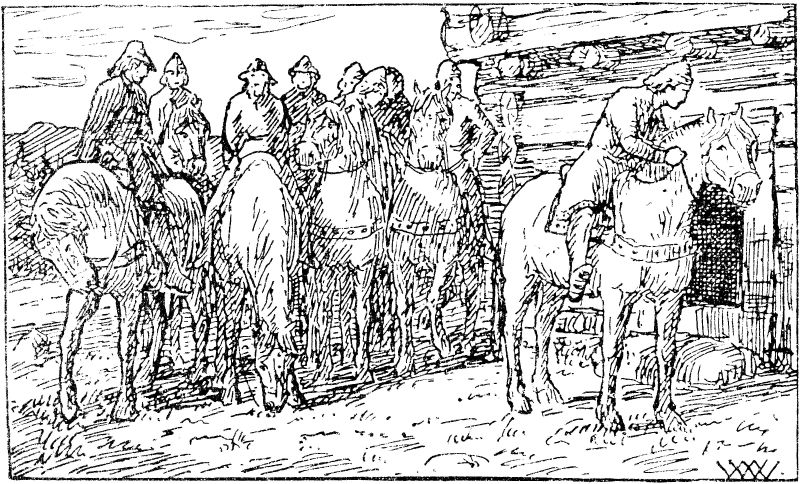
Король Сигурд II заслушался пением служанки, будущей матери Хакона II Широкоплечего.

Незаконнорожденный сын Сигурда Мунна, он наследовал престол своего дяди Эйстейна II и был убит Эрлингом Скакке ок. Секкена в Ромсдалене 7 июля 1162 года. Своим преемником назвал брата, Сигурда, но тот не вступил на престол и был убит в 1163 году.
Период гражданских войн в Норвегии это отрезок норвежской истории с 1130 по 1217 годы. В этот период происходило несколько взаимосвязанных конфликтов разного масштаба и силы. Основой для этих конфликтов были неясные норвежские законы о наследовании, социальные конфликты и борьба между королём и церковью. Существовало две основных партии, первоначально известных под разными названиями или совсем без них, но затем выделившиеся в партии баглеров и биркебейнеров. Точкой объединения как правило выступал сын короля, который становился главой партии противостоящей власти короля из другой партии.